# Jessica Rossi
Jessica Rossi (n. Cento (Itàlia), 7 de gener de 1992), és una tiradora esportiva, italiana, medalla d'or en la competència de tir al vol als Jocs Olímpics de Londres 2012.
Jessica de 20 anys, el dia 4 d'agost de 2012, va batre els rècords olímpics en encertar 99 trets sobre 100.
L'any 2009 va guanyar el bronze a Múnic i l'or en el Campionat del Món de 2009 Escopeta.
Jessica és oficial de policia.